# Caldwell (Ohio)
Caldwell – wieś w USA, w stanie Ohio, hrabstwie Noble.
Liczba mieszkańców w 2000 roku wynosiła 1 956. Powierzchnia wynosi 2,5 km².